# Waldkapelle (Külsheim)

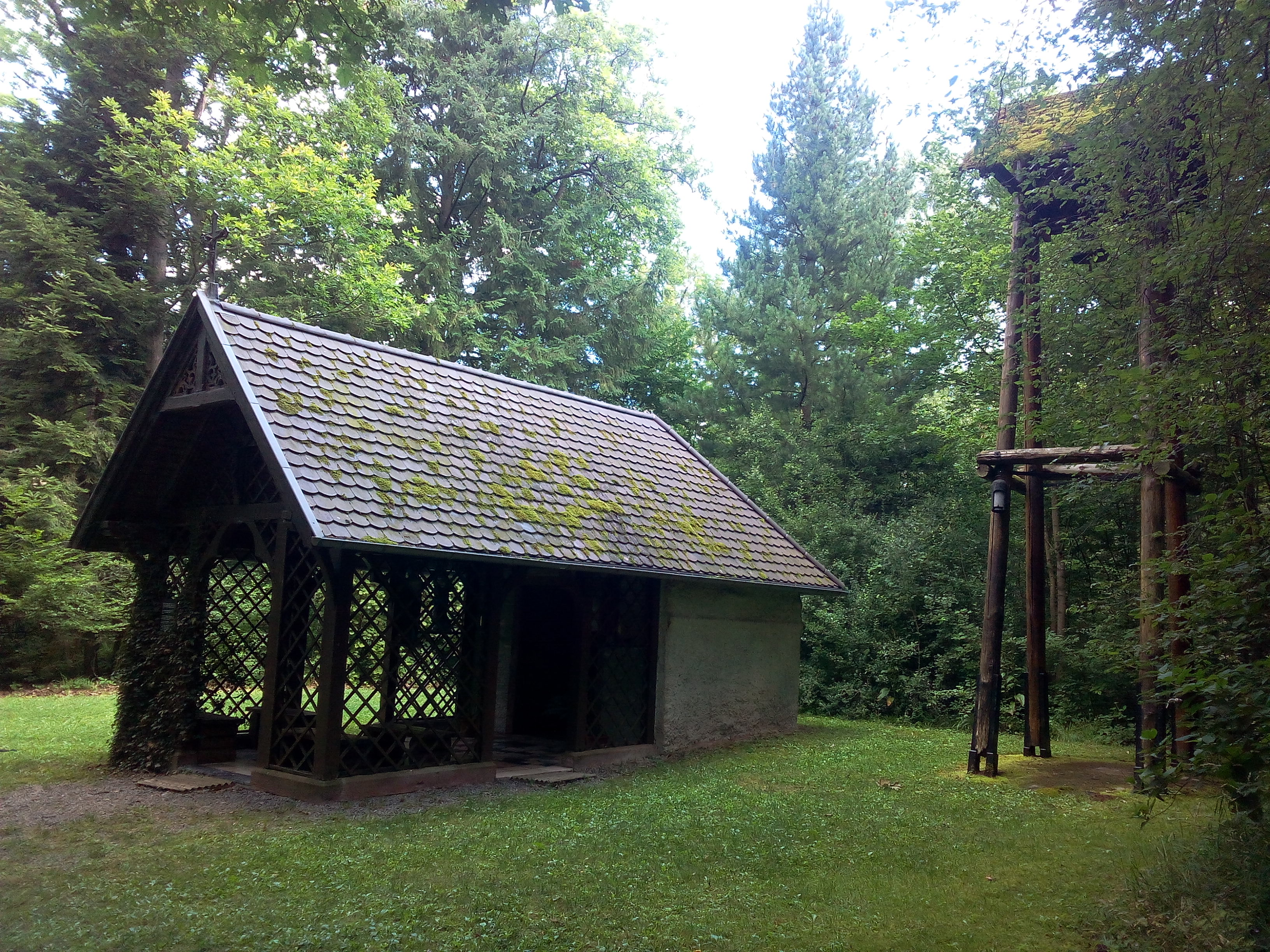
Waldkapelle Külsheim

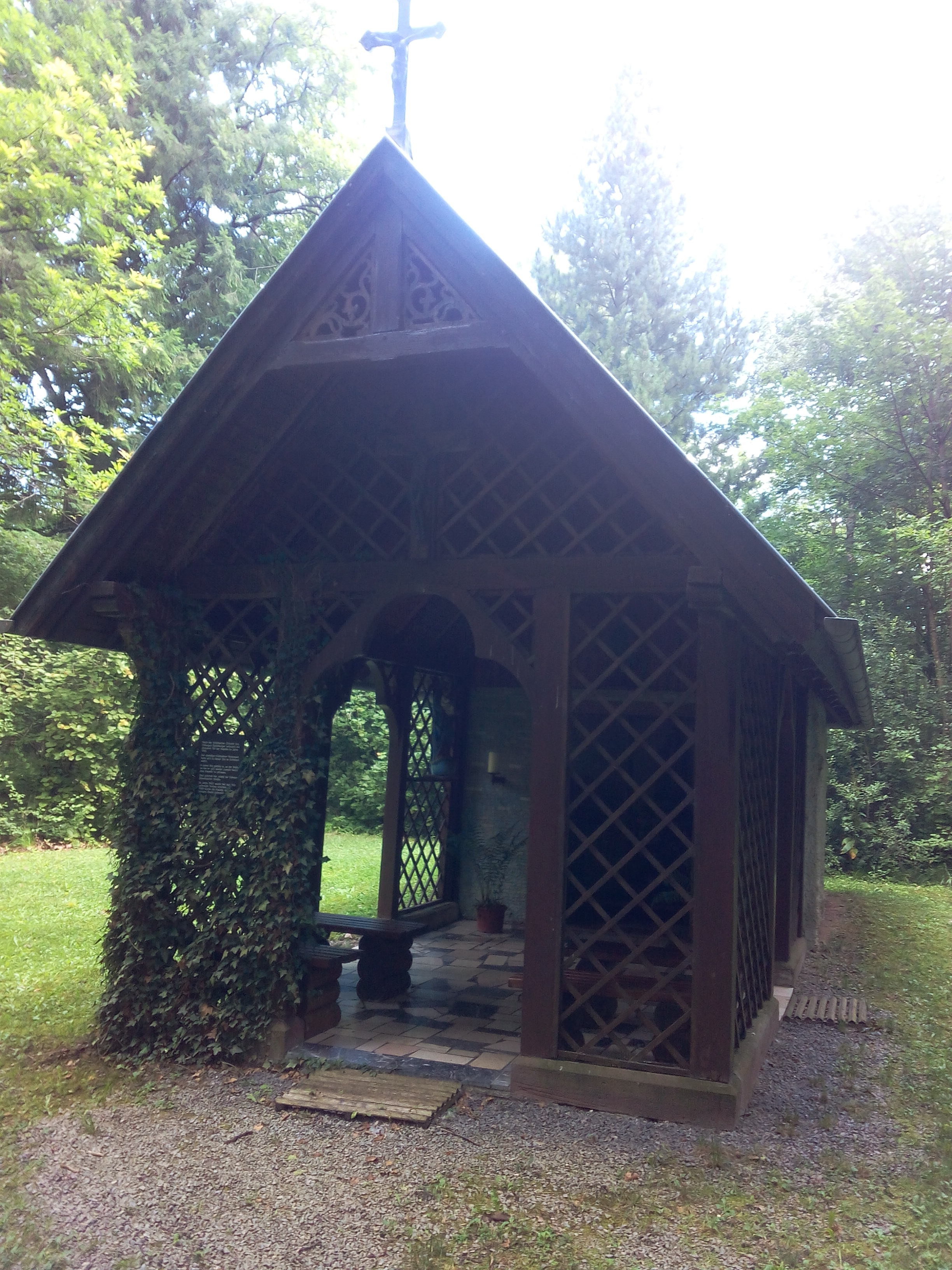
Waldkapelle Külsheim

Die Waldkapelle (auch Waldkapelle im Schönert) in Külsheim im Main-Tauber-Kreis wurde 1765 errichtet.

## Lage
Die Kapelle liegt im Gewann Schönert, an einem Wanderweg von Külsheim nach Bronnbach.

## Geschichte
Im Jahre 1765 wurde der steinerne Teil der Waldkapelle im Schönert errichtet. Die Kapelle wird in der Külsheimer Chronik des Chirurgen Spießberger erwähnt. Um das Jahr 1900 wurde ein hölzerner Vorbau ergänzt. 1970 kam ein separater hölzerner Glockenturm hinzu.

## Kapellenbau und Ausstattung
Die teilweise geöffnete, überwiegend aus Holz errichtete Waldkapelle ist mit einer Marienstatue aus Südamerika geschmückt.